# Feng'an
Feng'an är en köping i sydöstra Kina. Den ligger i Zijin härad i staden Heyuan i provinsen Guangdong, omkring 160 kilometer öster om provinshuvudstaden Guangzhou. Antalet invånare är 16 091. Befolkningen består av 8 264 kvinnor och 7 827 män. Barn under 15 år utgör 29,0 %, vuxna 15-64 år 57 %, och äldre över 65 år 12,0 %.